# Daniel Puder
Daniel Puder (Cupertino, 9 ottobre 1981) è un imprenditore, ex wrestler ed ex artista marziale misto statunitense.
Nel dicembre del 2004 vinse la quarta stagione del reality-show della World Wrestling Entertainment, Tough Enough.

## Carriera nel wrestling
Nel dicembre del 2004 Daniel Puder vinse la quarta stagione di Tough Enough, reality-show organizzato dalla World Wrestling Entertainment per trovare un nuovo atleta da ingaggiare; grazie alla vittoria del reality si guadagnò un contratto di un anno con la federazione di Stamford.
Il 4 novembre 2004, durante un episodio di SmackDown!, Kurt Angle ha sfidato i finalisti di Tough Enough attraverso una sfida di squat thrust. Chris Nawrocki ha vinto la sfida e il premio in palio; un match shoot, cioè non previsto dalla kayfabe, contro Angle, che ha rapidamente sconfitto Nawrocki, rompendogli alcune costole (legit). Angle ha successivamente sfidato gli altri finalisti, con Puder che ha accettato la sfida. Puder riuscì a bloccare Angle in una kimura lock. Nel tentativo di liberarsi, Angle tentò uno schienamento e uno dei due arbitri sul ring, Jim Korderas, contò rapidamente fino a tre per terminare l'incontro, nonostante il fatto che le spalle di Puder non fossero completamente abbassate sul tappeto. Dave Meltzer e Dave Scherer hanno rilasciato questi commenti:
"Era reale. Se non segui il combattimento, Puder aveva Angle bloccato nella Kimura, o "keylock" come la chiamava Tazz, sebbene Tazz non aveva lasciato intendere che la mossa in realtà era completamente eseguita. Non solo Angle non stava uscendo dalla mossa, ma la maggior parte dei combattenti di MMA avrebbe già ceduto. Angle però non poteva cedere per ovvi motivi. L'arbitro ha contato fino a tre anche se le spalle di Puder non erano completamente abbassate, cercando di terminare la cosa, perché Angle sarebbe stato costretto a operarsi se fosse passato qualche secondo in più o se Puder non avesse rinunciato alla presa." - Dave Meltzer
"Come ci si aspetterebbe, Kurt Angle era tutt'altro che felice nel backstage di Smackdown, dopo essere stato quasi costretto alla sottomissione dal concorrente di Tough Enough Daniel Puder. […]. Il fatto che la sfida non fosse prevista fece infuriare maggiormente Angle, dato che Puder aveva semplicemente reagito alla situazione e avrebbe potuto costringere Angle a cedere se gli arbitri non avessero pensato rapidamente e contato un veloce schienamento." - Dave Scherer
Secondo alcune voci la WWE punì Puder con un'umiliante eliminazione nella Royal Rumble 2005, dove prima di essere gettato fuori dal ring venne colpito più volte con delle chop a turno da Chris Benoit, Eddie Guerrero e Hardcore Holly, che poi lo eliminò.
La sua permanenza nella federazione di Stamford non durò però molto: nel settembre del 2005 a Puder venne offerta la possibilità di allenarsi nel territorio di sviluppo della WWE, la Deep South Wrestling, ma egli rifiutò e non rinnovò il suo contratto.

## Carriera nelle arti marziali miste
| Risultato | Record | Avversario      | Metodo                           | Evento                                   | Data              | Round | Tempo | Città                   |
| --------- | ------ | --------------- | -------------------------------- | ---------------------------------------- | ----------------- | ----- | ----- | ----------------------- |
| Vittoria  | 7-0    | Mychal Clark    | Decisione (unanime)              | Call to Arms: Called Out Fights          | 15 agosto 2009    | 3     | 5:00  | Ontario, California     |
| Vittoria  | 6-0    | Jeff Ford       | TKO (infortunio)                 | Call to Arms I                           | 16 maggio 2009    | 1     | 1:23  | Ontario, California     |
| Vittoria  | 5-0    | Richard Dalton  | Decisione (unanime)              | Strikeforce: Playboy Mansion             | 29 settembre 2007 | 3     | 5:00  | Los Angeles, California |
| Vittoria  | 4-0    | Michael Alden   | TKO (colpi)                      | BodogFight Series III: Costa Rica Combat | 18 febbraio 2007  | 1     | 0:45  | Costa Rica, Costa Rica  |
| Vittoria  | 3-0    | Mike Cook       | Sottomissione (rear naked choke) | Strikeforce: Triple Threat               | 8 dicembre 2006   | 2     | 2:31  | San José, California    |
| Vittoria  | 2-0    | Tom Tuggle      | Sottomissione (armbar)           | Strikeforce: Revenge                     | 9 giugno 2006     | 1     | 0:28  | San José, California    |
| Vittoria  | 1-0    | Jesse Fujarczyk | Sottomissione (rear naked choke) | Strikeforce: Shamrock vs. Gracie         | 10 marzo 2006     | 1     | 1:54  | San José, California    |